# اس‌اس لاپ‌لند
اس‌اس لاپ‌لند (به انگلیسی: SS Lapland) یک کشتی بود که طول آن ۶۰۶ فوت ۱۱ اینچ (۱۸۴٫۹۹ متر) بود. این کشتی در سال ۱۹۰۸ ساخته شد.